# Liste polnischer Komponisten klassischer Musik
Diese Liste beinhaltet polnische Komponisten klassischer Musik.

## A
- Ajdinović, Jacek Wiktor (* 1985)
- Amorosius, Simon (≈1550–n. 1604)

## B
- Bacewicz, Grażyna (1909–1969)
- Baird, Tadeusz (1928–1981)
- Bazylik, Cyprian (1535–1600)
- Bloch, Augustyn (1929–2006)
- Bohdanowicz, Bazyli (1740–1817)
- Borek, Krzysztof (≈1520 – n. 1573)
- Brzezińska, Filipina (1800–1886)
- Bujarski, Zbigniew (1933–2018)

## C
- Chołoniewski, Marek (* 1953)
- Chopin, Frédéric (1810–1849)
- Chyliński, Andreas (≈1590 – n. 1635)
- Chyrzyński, Marcel (* 1971)

## D
- Dankowski, Wojciech (um 1760 – um 1814)
- Długoraj, Wojciech (um 1558 – nach 1586)
- Długosz, Magdalena (* 1954)
- Dobrowolski, Andrzej (1921–1990)
- Dobrzyński, Ignacy Feliks (1807–1867)

## E
- Elsner, Józef (1769–1854)

## F
- Fitelberg, Grzegorz (1879–1953)
- Fitelberg, Jerzy (1903–1951)
- Fontana, Julian (1810–1869)

## G
- Gablenz, Jerzy (1888–1937)
- Gall, Jan (1856–1912)
- Gawara, Walentyn (16.–17. Jh.)
- Gołąbek, Jakub (1739–1789)
- Gomółka, Mikołaj (1535–1591)
- Gorczycki, Grzegorz Gerwazy  (≈1667–1734)
- Górecki, Henryk Mikołaj (1933–2010)
- Górecki, Mikołaj (* 1971)

## H
- Haubenstock-Ramati, Roman  (1919–1994)
- Husar, Jerzy (1943–2020)

## J
- Jarzębski, Adam (≈1590–≈1649 )
- Janczak, Piotr  (* 1972)

## K
- Karłowicz, Mieczysław (1876–1909)
- Kilar, Wojciech (1932–2013)
- Kisielewski, Stefan (1911–1991)
- Klabon, Krzysztof (≈1550 – n. 1616)
- Knittel, Krzysztof (* 1947)
- Koffler, Józef (1896–1944)
- Kornowicz, Jerzy (* 1959)
- Koszewski, Andrzej (1922–2015)
- Kotoński, Włodzimierz (1925–2014)
- Kropiński, Józef (1913–1970)
- Kurpiński, Karol (1785–1857)

## L
- Lachman, Wacław Aleksander (1880–1963)
- Laks, Simon (1901–1983)
- Lasoń, Aleksander (* 1951)
- Lessel, Franciszek (1780–1838)
- Lipiński, Karol  (1790–1861)
- Litwiński, Mieczysław (* 1955)
- Lutosławski, Witold (1913–1994)

## M
- Maciejewski, Roman (1910–1998)
- Małecki, Maciej (* 1940)
- Malawski, Artur (1904–1957)
- Maliszewski, Witold  (1873–1939)
- Matuszczak, Bernadetta (1931–2021)
- Melcer-Szczawiński, Henryk  (1869–1928)
- Meyer, Krzysztof (* 1943)
- Mielczewski, Marcin (≈1600–1651)
- Mikołaj z Krakowa (≈1485–≈1550)
- Młynarski, Emil (1870–1935)
- Moniuszko, Stanisław (1819–1872)
- Morawski, Eugeniusz (1876–1948)
- Moss, Piotr (* 1949)
- Moszumańska-Nazar, Krystyna  (1924–2008)
- Moyseowicz, Gabriela (* 1944)
- Mycielski, Zygmunt  (1907–1987)

## N
- Niewiadomski, Stanisław  (1859–1936)
- Noskowski, Zygmunt  (1846–1909)
- Nowowiejski, Feliks (1877–1946)

## O
- Oberfeld, Casimir (1903–1945)
- Ogiński, Michał Kleofas  (1765–1833)

## P
- Paderewski, Ignacy Jan (1860–1941)
- Panufnik, Andrzej (1914–1991)
- Paszkiewicz, Andrzej (17. Jh.)
- Pękiel, Bartłomiej  (n. 1600–≈1670)
- Penderecki, Krzysztof (1933–2020)
- Perkowski, Piotr (1901–1990)
- Podbielski, Jan (≈1680–1730)
- Preisner, Zbigniew (* 1955)
- Ptaszyńska, Marta  (* 1943)

## R
- Radziwiłł, Maciej (≈1750–1800)
- Rathaus, Karol  (1895–1954)
- Regamey, Konstanty (1907–1982)
- Różycki, Jacek  (? ≈1700)
- Różycki, Ludomir (1883–1953)
- Rubik, Piotr (* 1968)
- Rudziński, Zbigniew (1935–2019)

## S
- Schaeffer, Bogusław (1929–2019)
- Serocki, Kazimierz (1922–1981)
- Sikora, Elżbieta (* 1943)
- Sikorski, Kazimierz (1895–1986)
- Sikorski, Tomasz (1939–1988)
- Skrowaczewski, Stanisław  (1923–2017)
- Spisak, Michał  (1914–1965)
- Stachowicz, Damian (1658–1699)
- Stachowski, Marek (1936–2004)
- Stojowski, Zygmunt  (1870–1946)
- Świder, Józef (1930–2014)
- Szabelski, Bolesław  (1896–1979)
- Szajna-Lewandowska, Jadwiga  (1912–1994)
- Szalonek, Witold  (1927–2001)
- Szałowski, Antoni  (1907–1973)
- Szamotuł, Wacław z (um 1520 – um 1560)
- Szarzyński, Stanisław Sylwester (um 1670 – n. 1713)
- Szeligowski, Tadeusz  (1896–1963)
- Szpilman, Władysław (1911–2000)
- Szymanowska, Maria (1789–1831)
- Szymanowski, Karol (1882–1937)
- Szymański, Paweł  (* 1954)

## T
- Tansman, Alexandre  (1897–1986)
- Tchaikowsky, André (1935–1982)
- Turski, Zbigniew  (1908–1979)

## W
- Wągrowca, Adam z († 1629)
- Wański, Jan Nepomuk (≈1805–n. 1839)
- Weinberg, Mieczysław (1919–1996)
- Wiechowicz, Stanisław (1893–1963)
- Wielecki, Tadeusz (* 1954)
- Wieniawski, Henryk (1835–1880)
- Wieniawski, Józef (1837–1912)

## Z
- Zarębski, Juliusz (1854–1885)
- Zarzycki, Aleksander (1834–1895)
- Zawadzka-Gołosz, Anna (* 1955)
- Zieleński, Mikołaj (≈1560–≈1620)
- Zytynska, Sylwia (* 1963)